# Czeska Wieś
Czeska Wieś is een plaats in het Poolse district  Brzeski (Opole), woiwodschap Opole. De plaats maakt deel uit van de gemeente Olszanka en telt 440 inwoners.

## Verkeer en vervoer

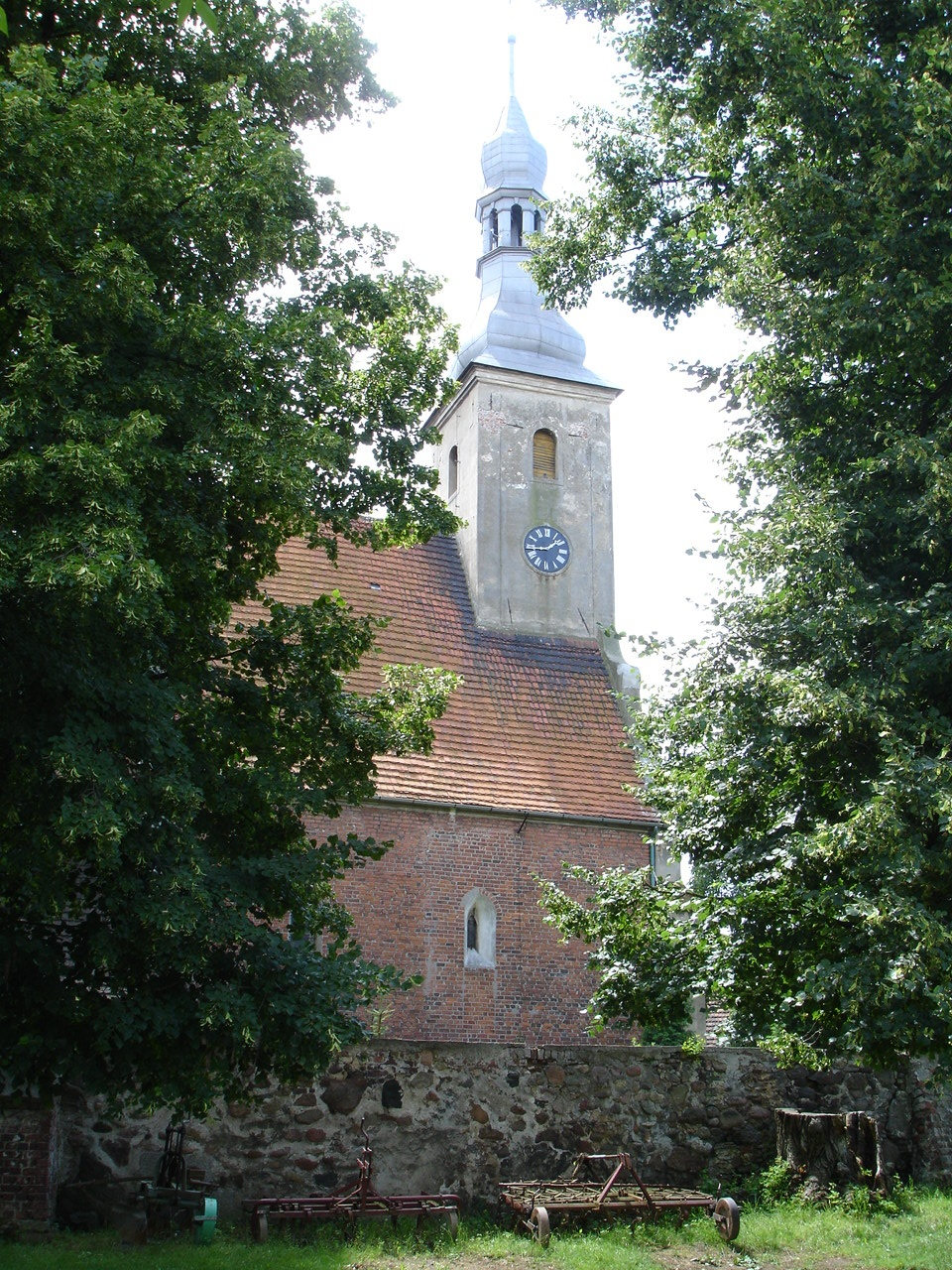
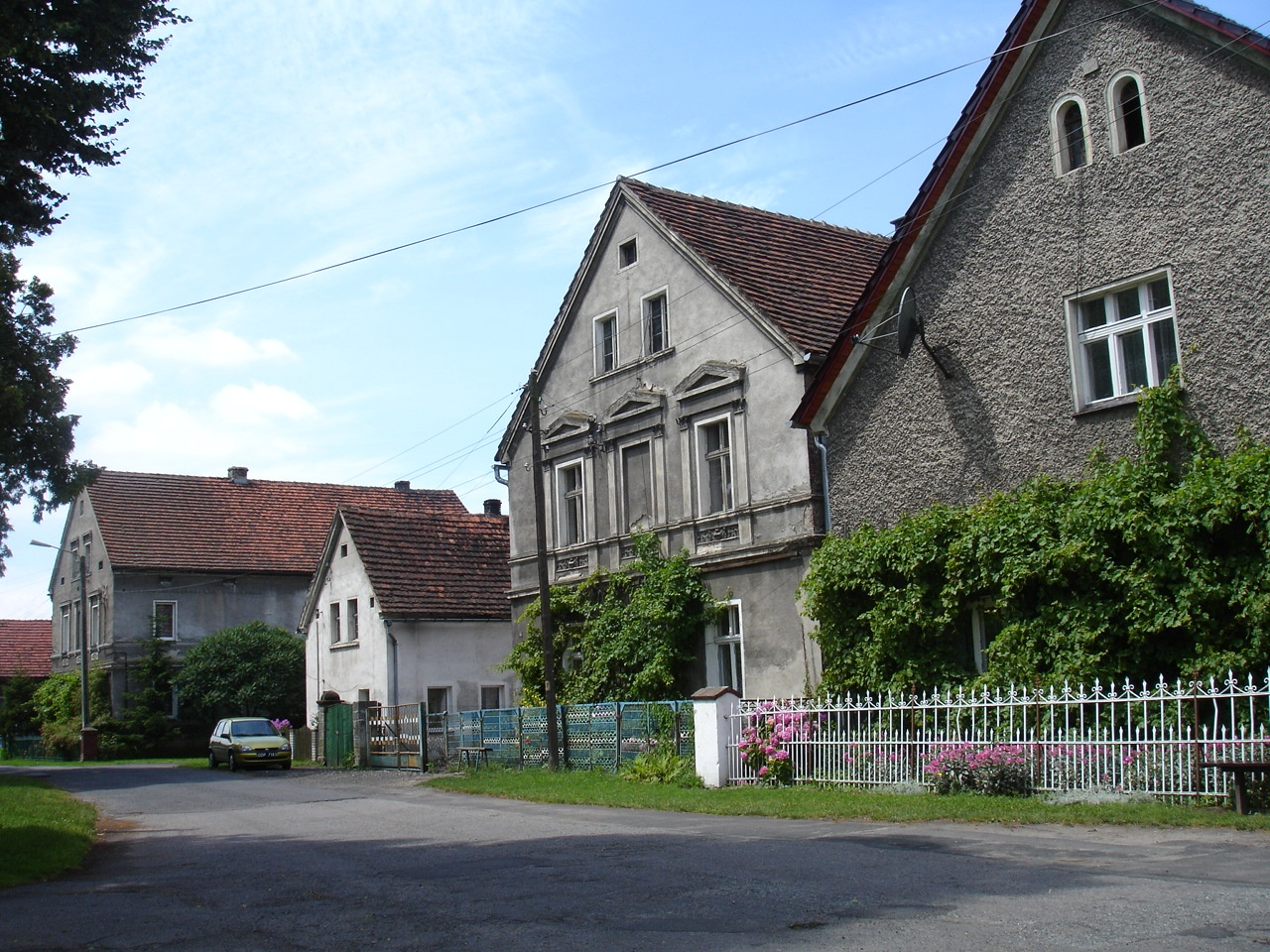

- Station Czeska Wieś